# (612911) 2004 XR190
2004 XR190 とは、特異な軌道を持つ太陽系外縁天体の1つである。

## 物理的性質
2004 XR190 は絶対等級が4.4の天体である。2014年時点で、太陽系で絶対等級の値が4.4以上の天体は46個しか知られていない。アルベドを0.04から0.16の間に仮定した場合、直径は425kmから850kmとなる。直径を580km、540kmとする推定もある。これは、自身の質量によって静水圧平衡形状になってる可能性があり、準惑星の基準を満たす可能性がある。この事により、2004 XR190 は準惑星の候補天体に挙げられている。仮に平均密度を2g/cm3と仮定すると、質量は (0.8 - 6.4)×1023kg となる。また、同じアルベドの仮定下で、表面温度は-235℃から-240℃の間と推定される。

## 軌道の性質

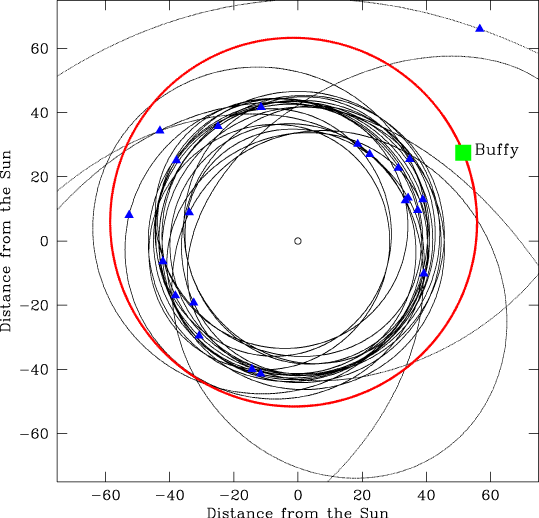
赤色の軌道が 2004 XR190 。中央の軌道は地球軌道に相当する。
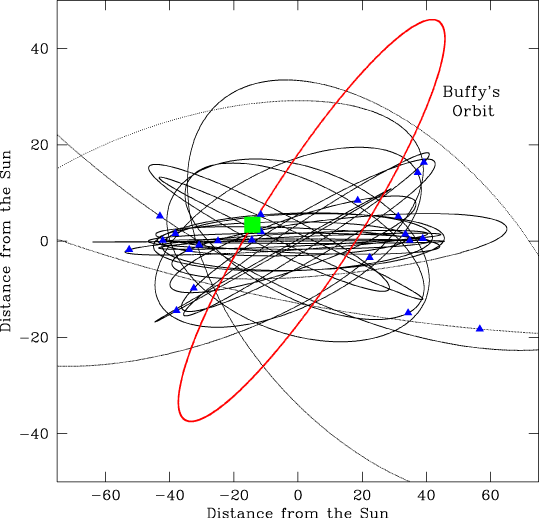
横方向から見た 2004 XR190 の軌道。非常に傾いているがコンパクトな軌道に収まっている事がわかる。

2004 XR190 は前記の通り巨大な天体であると推定されているが、その軌道の性質は非常に特異である。軌道長半径は86億5000万km (57.8AU) と冥王星の1.5倍遠いが、軌道離心率は0.11と円に近い。このため、近日点距離は78億km (52AU) 、遠日点距離は95億7000万km (64.0AU) に達する。近日点距離はセドナの114億km (76.2AU) に次いで太陽系で最も近日点距離の遠い天体であるが、軌道離心率が0.86もあるセドナとは対照的である。軌道離心率が0.2以下の全ての小惑星では最も軌道長半径の遠い天体であり、2番目の 2003 UY291 の74億1000万km (49.5AU) を引き離している。一方で、軌道傾斜角は46.54度と非常に傾いている。準惑星の候補になりうる絶対等級6以上の天体において、軌道離心率が0.2以下・軌道傾斜角30度以上の天体は7個しかなく、その中で 2004 XR190 は唯一40度を超えている。軌道離心率を考慮しない軌道傾斜角が40度以上の天体は 2004 XR190 の他にはエリスと 2006 HH123 しかなく、後者2つはいずれも軌道離心率が0.4以上ある。
2004 XR190 は資料によっては、便宜的に散乱円盤天体に分類されているが、このような太陽から遠くにある高傾斜の円軌道を持つ天体は、海王星の重力によって軌道が外側に弾き飛ばされた散乱円盤天体としては考えにくい軌道である。散乱円盤天体は、2004 XR190 よりも楕円軌道かつ低い軌道傾斜角を持つのが一般的である。2004 XR190 の軌道は、惑星の重力的影響から十分に離れた分離天体の軌道を持つ可能性がある。2004 XR190 が現在の軌道となったのは、太陽系の初期に現在の海王星軌道より外側に存在した未知の原始惑星の摂動の影響である可能性がある。古在メカニズムは、このような高傾斜の円軌道を保持することを説明できる。